# De Express (Oranje Vrijstaat)
De Express (voluit: De Express en Oranjevrijstaatsch advertentieblad of in het Engels: The Express and Oranje Free State advertiser) was een nieuwsblad dat werd uitgegeven in de republiek Oranje Vrijstaat van 1875 tot en met 1900. De krant werd zowel in het Nederlands als het Engels uitgegeven.

## Geschiedenis
Gedurende het gehele bestaan van de Oranje Vrijstaat was The Friend of the Free State de belangrijkste krant. Deze krant was gedeeltelijk in het Engels en gedeeltelijk in gedeelte Nederlands, en stond qua politieke signatuur bekend als pro-Brits. Vanaf 1962 werd met beperkt succes ook een Nederlandstalig nieuwblad uitgegeven, De Tijd, maar dit blad ging in 1875 ter ziele.
Op 11 maart 1875 werd De Express voor het eerst uitgegeven door de Oranje Vrijstaatsch Nieuwsblad Maatschappij onder leiding van redacteur Frederick Schermbrucker. Hij was twee jaar lang redacteur van de Express en veroorzaakte een schandaal. In 1877 verscheen een supplement bij de Express over de annexatie van Transvaal, waarin de Britten van onbetrouwbaarheid beschuldigd werden en staatspresident Jan Brand van het ontvangen van bloedgeld, omdat hij GBP 90.000 had ontvangen voor het verlies van de diamantvelden bij Kimberley. Het supplement werd vrijwel onmiddellijk door de Vrijstaatse regering verboden, maar er waren wel exemplaren naar de Kaap en Transvaal gestuurd. In reactie werd een afbeelding van Schermbrucker in het openbaar verbrand. Snel daarna stopte Schermbrucker als redacteur. 
Aanvankelijk was De Express geen succes en de onderneming geraakte in financiële problemen. Toen Schermbrucker in 1877 bedankte, werd Carl Borckenhagen per 1 mei van dat jaar de nieuwe redacteur. Als geboren Duitser was hij aanvankelijk de Nederlandse en de Engelse taal niet goed machtig, maar hij kreeg dat snel onder de knie. Borckenhagen wist van De Express een zeer succesvolle en invloedrijke krant te maken die niet alleen in de Vrijstaat, maar ook daarbuiten gretig gelezen werd. Later is ook een bijkantoor van De Express geopend in Potchefstroom (Zuid-Afrikaansche Republiek). In 1877 had De Express ongeveer 1.000 abonnees. In 1890 was dit aantal gestegen tot 3.000. 
Bekende journalisten zoals Nico Hofmeyr, Jan Rabie en de voormalige redakteur van Die Patriot, D.F. du Toit, gingen werken bij De Express. 
Borckenhagen was een actief lid van de Afrikaner Bond en De Express werd het erkend orgaan van deze bond in de Oranje Vrijstaat. De nauwe banden van de redacteur met zowel Francis William Reitz als Marthinus Theunis Steyn leverden hem de reputatie op politiek invloedrijk te zijn en gaven De Express aanzien en geloofwaardigheid.  
Tot 1893 verscheen De Express wekelijks, daarna twee keer per week.
Met de verovering van Bloemfontein in maart 1900 moest De Express op last van de Britse bezetter haar activiteiten staken.  

### Overige uitgaven door de Express
Vanaf juni 1879 kreeg de krant een bijvoegsel, Het Oranje Vrystaatsch Familie-Blad, Een Weekblad voor Jong en Oud.
Sinds 1882 verscheen er ook een dagelijkse ochtendkrant, The Daily News, later hernoemd tot The Daily Express, die gratis werd verspreid in Bloemfontein.
Vanaf 1896 gaf De Express ook een jaarlijkse almanak uit, de Boerenvriend en Huisalmanak. Ook werd De Fakkel, het orgaan van de Nederduitse Gereformeerde Kerk in de Vrijstaat, door De Express gedrukt.